# Bovenberg
Bovenberg is een buurtschap in de gemeente Krimpenerwaard in de Nederlandse provincie Zuid-Holland. Bovenberg ligt ongeveer 500 meter ten westen van de noordwestpunt van Schoonhoven en drie kilometer ten noordoosten van Bergambacht. Bovenberg is zo genoemd omdat het "boven" Bergambacht ligt, net zoals Benedenberg er "onder" ligt. Bij Bovenberg komen het kanaal de Kadijk, de Opweg en de Franse Kade bijeen in de Polder Bergambacht.

## Geschiedenis
Tot en met 31 december 2014 lag Bovenberg op de gemeentegrens van de gemeenten Bergambacht en Schoonhoven. Op 1 januari 2015 ging de plaats met beide gemeenten op in de fusiegemeente Krimpenerwaard.
Hoofdplaats: Stolwijk    
Steden: Haastrecht · Schoonhoven

Dorpen: Ammerstol · Bergambacht · Berkenwoude · Gouderak · Krimpen aan de Lek · Lekkerkerk · Ouderkerk aan den IJssel · Vlist · Willige Langerak

Buurtschappen: Achterbroek · 't Beijersche · Beneden-Haastrecht · Benedenheul · Benedenberg · Benedenkerk · Bilwijk · Bonrepas · Bergstoep · Bovenberg · Boven-Haastrecht · Bovenstad/Steenplaats · Goudseweg · De Hem · Hoogedijk · IJssellaan · Kadijk · Koolwijk · Lageweg · Opperduit · Oudeland · Rozendaal · Schoonouwen · Schuwacht · Stein · Tussenlanen · 't Zwaantje · Zuidbroek

Zuid-Holland: Steden en dorpen    Nederland: Provincies · Gemeenten